# Danh sách vô địch đôi nam Wimbledon
Nội dung đôi nam bắt đầu thi đấu từ năm 1884, còn đôi nữ bắt đầu từ 1913.
Các năm 1915-1918 và 1940-1945 giải không được tổ chức vì hai cuộc chiến tranh thế giới.

## Đôi nam

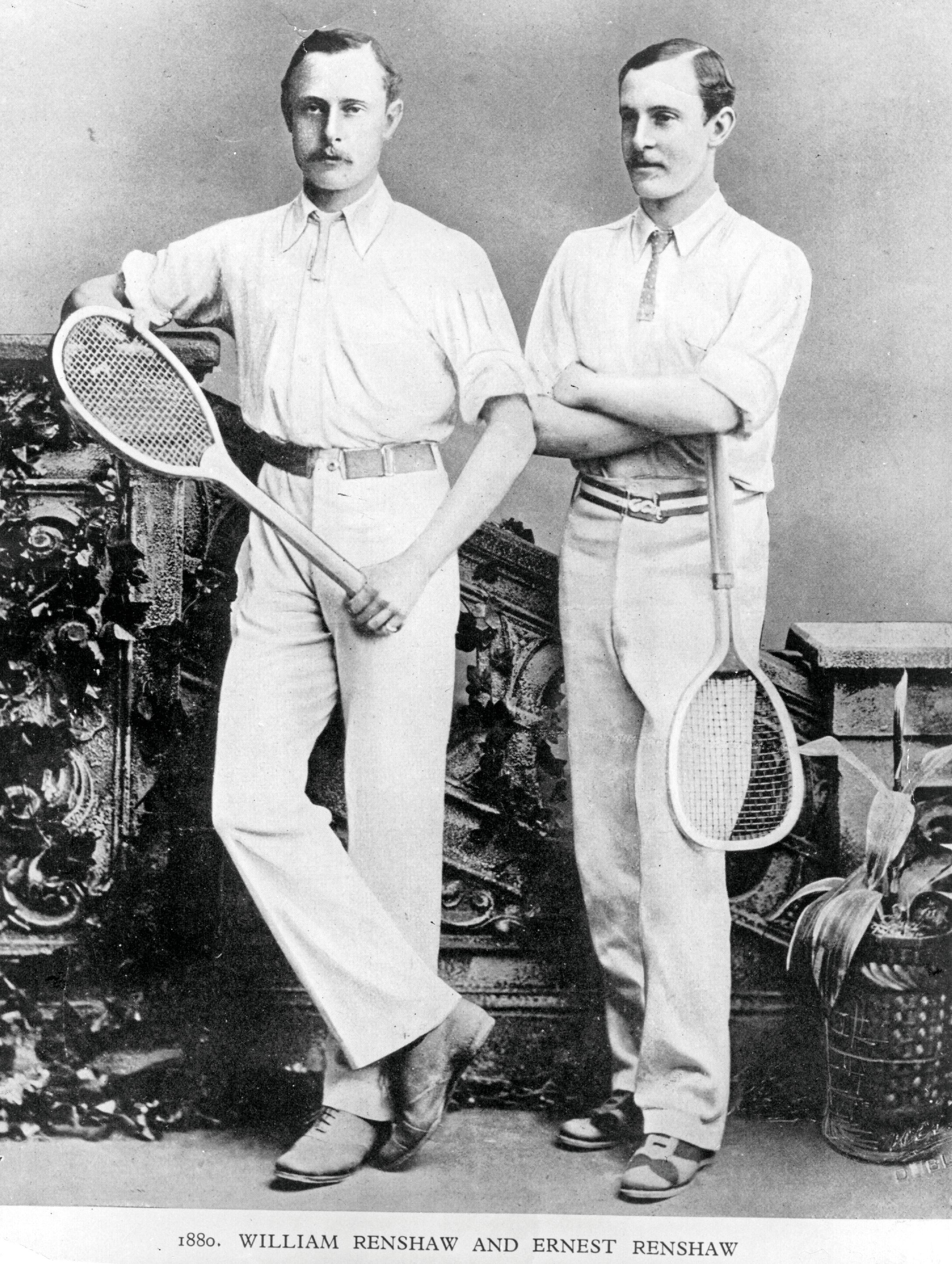
William and Ernest Renshaw

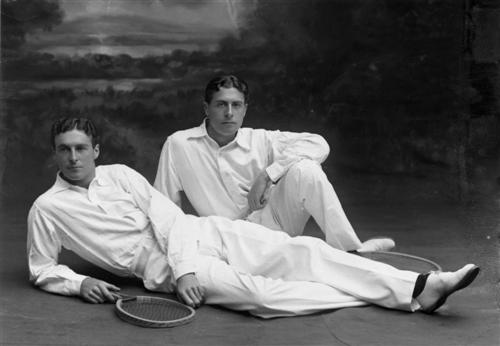
Brothers Lawrence và Reginald Doherty won the Gentlemen's Doubles title eight times from 1897 to 1906.

| Năm                   | Vô địch                                | Á quân                                                           | Tỉ số                                       |
| 1884                  | William Renshaw Ernest Renshaw         | Ernest W. Lewis E.L. Williams                                    | 6–3, 6–1, 1–6, 6–4                          |
| 1885                  | William Renshaw Ernest Renshaw         | C.E. Farrer A.J. Stanley                                         | 6–3, 6–3, 10–8                              |
| 1886                  | William Renshaw Ernest Renshaw         | C.E. Farrer A.J. Stanley                                         | 6–3, 6–3, 4–6, 7–5                          |
| 1887                  | Herbert Wilberforce Patrick Bowes-Lyon | H.J. Crispe E. Barratt-Smith                                     | 7–5, 6–3, 6–2                               |
| 1888                  | William Renshaw Ernest Renshaw         | Herbert Wilberforce Patrick Bowes-Lyon                           | 2–6, 1–6, 6–3, 6–4, 6–3                     |
| 1889                  | William Renshaw Ernest Renshaw         | George Hillyard Ernest W. Lewis                                  | 6–4, 6–4, 3–6, 0–6, 6–1                     |
| 1890                  | Joshua Pim Frank Stoker                | George Hillyard Ernest W. Lewis                                  | 6–0, 7–5, 6–4                               |
| 1891                  | Wilfred Baddeley Herbert Baddeley      | Joshua Pim Frank Stoker                                          | 6–1, 6–3, 1–6, 6–2                          |
| 1892                  | Harry S. Barlow Ernest W. Lewis        | Wilfred Baddeley Herbert Baddeley                                | 4–6, 6–2, 8–6, 6–4                          |
| 1893                  | Joshua Pim Frank Stoker                | Harry S. Barlow Ernest W. Lewis                                  | 4–6, 6–3, 6–1, 2–6, 6–0                     |
| 1894                  | Wilfred Baddeley Herbert Baddeley      | Harry S. Barlow Ernest W. Lewis                                  | 5–7, 7–5, 4–6, 6–3, 8–6                     |
| 1895                  | Wilfred Baddeley Herbert Baddeley      | Wilberforce Eaves Ernest W. Lewis                                | 8–6, 5–7, 6–4, 6–3                          |
| 1896                  | Wilfred Baddeley Herbert Baddeley      | Reginald Doherty Harold Nisbet                                   | 1–6, 3–6, 6–4, 6–2, 6–1                     |
| 1897                  | Lawrence Doherty Reginald Doherty      | Wilfred Baddeley Herbert Baddeley                                | 6–4, 4–6, 8–6, 6–4                          |
| 1898                  | Lawrence Doherty Reginald Doherty      | Clarence Hobart Harold Nisbet                                    | 6–4, 6–4, 6–2                               |
| 1899                  | Lawrence Doherty Reginald Doherty      | Clarence Hobart Harold Nisbet                                    | 7–5, 6–0, 6–2                               |
| 1900                  | Lawrence Doherty Reginald Doherty      | Herbert Barrett Harold Nisbet                                    | 9–7, 7–5, 4–6, 3–6, 6–3                     |
| 1901                  | Lawrence Doherty Reginald Doherty      | Dwight F. Davis Holcombe Ward                                    | 4–6, 6–2, 6–3, 9–7                          |
| 1902                  | Frank Riseley Sydney Smith             | Lawrence Doherty Reginald Doherty                                | 4–6, 8–6, 6–3, 4–6, 11–9                    |
| 1903                  | Lawrence Doherty Reginald Doherty      | Frank Riseley Sydney Smith                                       | 6–4, 6–4, 6–4                               |
| 1904                  | Lawrence Doherty Reginald Doherty      | Frank Riseley Sydney Smith                                       | 6–1, 6–2, 6–4                               |
| 1905                  | Lawrence Doherty Reginald Doherty      | Frank Riseley Sydney Smith                                       | 6–2, 6–4, 6–8, 6–3                          |
| 1906                  | Frank Riseley Sydney Smith             | Lawrence Doherty Reginald Doherty                                | 6–8, 6–4, 5–7, 6–3, 6–3                     |
| 1907                  | Norman Brookes Tony Wilding            | Karl Behr Beals Wright                                           | 6–4, 6–4, 6–2                               |
| 1908                  | Josiah Ritchie Tony Wilding            | Arthur Gore Herbert Roper Barrett                                | 6–1, 6–2, 1–6, 9–7                          |
| 1909                  | Arthur Gore Herbert Barrett            | Stanley Doust Harry Parker                                       | 6–2, 6–1, 6–4                               |
| 1910                  | Josiah Ritchie Tony Wilding            | Arthur Gore Herbert Roper Barrett                                | 6–1, 6–1, 6–2                               |
| 1911                  | Max Decugis André Gobert               | Josiah Ritchie Tony Wilding                                      | 9–7, 5–7, 6–3, 2–6, 6–2                     |
| 1912                  | Herbert Roper Barrett Charles Dixon    | Max Decugis André Gobert                                         | 3–6, 6–3, 6–4, 7–5                          |
| 1913                  | Herbert Roper Barrett Charles Dixon    | Heinrich Kleinschroth Friedrich-Wilhelm Rahe                     | 6–2, 6–4, 4–6, 6–2                          |
| 1914                  | Norman Brookes Tony Wilding            | Herbert Roper Barrett Charles Dixon                              | 6–1, 6–1, 5–7, 8–6                          |
| 1915                  | Không tổ chức (do Thế chiến I)         | Không tổ chức (do Thế chiến I)                                   | Không tổ chức (do Thế chiến I)              |
| 1916                  | Không tổ chức (do Thế chiến I)         | Không tổ chức (do Thế chiến I)                                   | Không tổ chức (do Thế chiến I)              |
| 1917                  | Không tổ chức (do Thế chiến I)         | Không tổ chức (do Thế chiến I)                                   | Không tổ chức (do Thế chiến I)              |
| 1918                  | Không tổ chức (do Thế chiến I)         | Không tổ chức (do Thế chiến I)                                   | Không tổ chức (do Thế chiến I)              |
| 1919                  | Ronald Thomas Pat O'Hara Wood          | Rodney Heath Randolph Lycett                                     | 6–4, 6–2, 4–6, 6–2                          |
| 1920                  | Chuck Garland R. Norris Williams       | Algernon Kingscote James Cecil Parke                             | 4–6, 6–4, 7–5, 6–2                          |
| 1921                  | Randolph Lycett Max Woosnam            | Arthur Lowe Gordon Lowe                                          | 6–3, 6–0, 7–5                               |
| 1922                  | James Anderson Randolph Lycett         | Gerald Patterson Pat O'Hara Wood                                 | 3–6, 7–9, 6–4, 6–3, 11–9                    |
| 1923                  | Randolph Lycett Leslie Godfree         | Eduardo Flaquer Manuel de Gomar                                  | 6–3, 6–4, 3–6, 6–3                          |
| 1924                  | Francis Hunter Vincent Richards        | Watson Washburn R. Norris Williams                               | 6–3, 3–6, 8–10, 8–6, 6–3                    |
| 1925                  | Jean Borotra René Lacoste              | Ray Casey John F. Hennessey                                      | 6–4, 11–9, 4–6, 1–6, 6–3                    |
| 1926                  | Jacques Brugnon Henri Cochet           | Howard Kinsey Vincent Richards                                   | 7–5, 4–6, 6–3, 6–2                          |
| 1927                  | Francis Hunter Bill Tilden             | Jacques Brugnon Henri Cochet                                     | 1–6, 4–6, 8–6, 6–3, 6–4                     |
| 1928                  | Jacques Brugnon Henri Cochet           | John Hawkes Gerald Patterson                                     | 13–11, 6–4, 6–4                             |
| 1929                  | Wilmer Allison John Van Ryn            | Ian Collins Colin Gregory                                        | 6–4, 5–7, 6–3, 10–12, 6–4                   |
| 1930                  | Wilmer Allison John Van Ryn            | John Doeg George Lott                                            | 6–3, 6–3, 6–2                               |
| 1931                  | George Lott John Van Ryn               | Jacques Brugnon Henri Cochet                                     | 6–2, 10–8, 9–11, 3–6, 6–3                   |
| 1932                  | Jean Borotra Jacques Brugnon           | Pat Hughes Fred Perry                                            | 6–0, 4–6, 3–6, 7–5, 7–5                     |
| 1933                  | Jean Borotra Jacques Brugnon           | Ryosuke Nunoi Jiro Sato                                          | 4–6, 6–3, 6–3, 7–5                          |
| 1934                  | George Lott Lester Stoefen             | Jean Borotra Jacques Brugnon                                     | 6–2, 6–3, 6–4                               |
| 1935                  | Jack Crawford Adrian Quist             | Wilmer Allison John Van Ryn                                      | 6–3, 5–7, 6–2, 5–7, 7–5                     |
| 1936                  | Pat Hughes Raymond Tuckey              | Charles Hare Frank Wilde                                         | 6–4, 3–6, 7–9, 6–1, 6–4                     |
| 1937                  | Don Budge Gene Mako                    | Pat Hughes Raymond Tuckey                                        | 6–0, 6–4, 6–8, 6–1                          |
| 1938                  | Don Budge Gene Mako                    | Henner Henkel Georg von Metaxa                                   | 6–0, 6–4, 6–8, 6–1                          |
| 1939                  | Elwood Cooke Bobby Riggs               | Charles Hare Frank Wilde                                         | 6–3, 3–6, 6–3, 9–7                          |
| 1940                  | Không tổ chức (do Thế chiến II)        | Không tổ chức (do Thế chiến II)                                  | Không tổ chức (do Thế chiến II)             |
| 1941                  | Không tổ chức (do Thế chiến II)        | Không tổ chức (do Thế chiến II)                                  | Không tổ chức (do Thế chiến II)             |
| 1942                  | Không tổ chức (do Thế chiến II)        | Không tổ chức (do Thế chiến II)                                  | Không tổ chức (do Thế chiến II)             |
| 1943                  | Không tổ chức (do Thế chiến II)        | Không tổ chức (do Thế chiến II)                                  | Không tổ chức (do Thế chiến II)             |
| 1944                  | Không tổ chức (do Thế chiến II)        | Không tổ chức (do Thế chiến II)                                  | Không tổ chức (do Thế chiến II)             |
| 1945                  | Không tổ chức (do Thế chiến II)        | Không tổ chức (do Thế chiến II)                                  | Không tổ chức (do Thế chiến II)             |
| 1946                  | Thomas Brown Jack Kramer               | Geoff Brown Dinny Pails                                          | 6–4, 6–4, 6–2                               |
| 1947                  | Bob Falkenburg Jack Kramer             | Tony Mottram Bill Sidwell                                        | 8–6, 6–3, 6–3                               |
| 1948                  | John Bromwich Frank Sedgman            | Thomas Brown Gardnar Mulloy                                      | 5–7, 7–5, 7–5, 9–7                          |
| 1949                  | Pancho Gonzales Frank Parker           | Gardnar Mulloy Ted Schroeder                                     | 6–4, 6–4, 6–2                               |
| 1950                  | John Bromwich Adrian Quist             | Geoff Brown Bill Sidwell                                         | 7–5, 3–6, 6–3, 3–6, 6–2                     |
| 1951                  | Ken McGregor Frank Sedgman             | Bản mẫu:Country data EGY - Đôi nam Jaroslav Drobný Eric Sturgess | 3–6, 6–2, 6–3, 3–6, 6–3                     |
| 1952                  | Ken McGregor Frank Sedgman             | Vic Seixas · Eric Sturgess                                       | 6–3, 7–5, 6–4                               |
| 1953                  | Lew Hoad Ken Rosewall                  | Rex Hartwig Mervyn Rose                                          | 6–4, 7–5, 4–6, 7–5                          |
| 1954                  | Rex Hartwig Mervyn Rose                | Vic Seixas Tony Trabert                                          | 6–4, 6–4, 3–6, 6–4                          |
| 1955                  | Rex Hartwig Lew Hoad                   | Neale Fraser Ken Rosewall                                        | 7–5, 6–4, 6–3                               |
| 1956                  | Lew Hoad Ken Rosewall                  | Nicola Pietrangeli Orlando Sirola                                | 7–5, 6–2, 6–1                               |
| 1957                  | Gardnar Mulloy Budge Patty             | Neale Fraser Lew Hoad                                            | 8–10, 6–4, 6–4, 6–4                         |
| 1958                  | Sven Davidson Ulf Schmidt              | Ashley Cooper Neale Fraser                                       | 6–4, 6–4, 8–6                               |
| 1959                  | Roy Emerson Neale Fraser               | Rod Laver Bob Mark                                               | 8–6, 6–3, 14–16, 9–7                        |
| 1960                  | Rafael Osuna Dennis Ralston            | Mike Davies Bobby Wilson                                         | 7–5, 6–3, 10–8                              |
| 1961                  | Roy Emerson Neale Fraser               | Bob Hewitt Fred Stolle                                           | 6–4, 6–8, 6–4, 6–8, 8–6                     |
| 1962                  | Bob Hewitt Fred Stolle                 | Boro Jovanović Nikola Pilić                                      | 6–2, 5–7, 6–2, 6–4                          |
| 1963                  | Rafael Osuna Antonio Palafox           | Jean-Claude Barclay Pierre Darmon                                | 4–6, 6–2, 6–2, 6–2                          |
| 1964                  | Bob Hewitt Fred Stolle                 | Roy Emerson Ken Fletcher                                         | 7–5, 11–9, 6–4                              |
| 1965                  | John Newcombe Tony Roche               | Ken Fletcher Bob Hewitt                                          | 7–5, 6–3, 6–4                               |
| 1966                  | Ken Fletcher John Newcombe             | William Bowrey Owen Davidson                                     | 6–3, 6–4, 3–6, 6–3                          |
| 1967                  | Bob Hewitt Frew McMillan               | Roy Emerson Ken Fletcher                                         | 6–2, 6–3, 6–4                               |
| ↓ Kỷ nguyên Mở rộng ↓ |                                        |                                                                  |                                             |
| 1968                  | John Newcombe Tony Roche               | Ken Rosewall Fred Stolle                                         | 3–6, 8–6, 5–7, 14–12, 6–3                   |
| 1969                  | John Newcombe Tony Roche               | Tom Okker Marty Riessen                                          | 7–5, 11–9, 6–3                              |
| 1970                  | John Newcombe Tony Roche               | Ken Rosewall Fred Stolle                                         | 10–8, 6–3, 6–1                              |
| 1971                  | Roy Emerson Rod Laver                  | Arthur Ashe Dennis Ralston                                       | 4–6, 9–7, 6–8, 6–4, 6–4                     |
| 1972                  | Bob Hewitt Frew McMillan               | Stan Smith Erik Van Dillen                                       | 6–2, 6–2, 9–7                               |
| 1973                  | Jimmy Connors Ilie Năstase             | John Cooper Neale Fraser                                         | 3–6, 6–3, 6–4, 8–9(3–7), 6–1                |
| 1974                  | John Newcombe Tony Roche               | Bob Lutz Stan Smith                                              | 8–6, 6–4, 6–4                               |
| 1975                  | Vitas Gerulaitis Sandy Mayer           | Colin Dowdeswell Allan Stone                                     | 7–5, 8–6, 6–4                               |
| 1976                  | Brian Gottfried Raúl Ramírez           | Ross Case Geoff Masters                                          | 3–6, 6–3, 8–6, 2–6, 7–5                     |
| 1977                  | Ross Case Geoff Masters                | John Alexander Phil Dent                                         | 6–3, 6–4, 3–6, 8–9(4–7), 6–4                |
| 1978                  | Bob Hewitt Frew McMillan               | Peter Fleming John McEnroe                                       | 6–1, 6–4, 6–2                               |
| 1979                  | Peter Fleming John McEnroe             | Brian Gottfried Raúl Ramírez                                     | 4–6, 6–4, 6–2, 6–2                          |
| 1980                  | Peter McNamara Paul McNamee            | Bob Lutz Stan Smith                                              | 7–6(5), 6–3, 6–7(4–7), 6–4                  |
| 1981                  | Peter Fleming John McEnroe             | Bob Lutz Stan Smith                                              | 6–4, 6–4, 6–4                               |
| 1982                  | Peter McNamara Paul McNamee            | Peter Fleming John McEnroe                                       | 6–3, 6–2                                    |
| 1983                  | Peter Fleming John McEnroe             | Tim Gullikson Tom Gullikson                                      | 6–4, 6–3, 6–4                               |
| 1984                  | Peter Fleming John McEnroe             | Pat Cash Paul McNamee                                            | 6–2, 5–7, 6–2, 3–6, 6–3                     |
| 1985                  | Heinz Günthardt Balázs Taróczy         | Patrick Cash John Fitzgerald                                     | 6–4, 6–3, 4–6, 6–3                          |
| 1986                  | Joakim Nyström Mats Wilander           | Gary Donnelly Peter Fleming                                      | 7–6(7–4), 6–3, 6–3                          |
| 1987                  | Ken Flach Robert Seguso                | Sergio Casal Emilio Sánchez                                      | 3–6, 6–7(6–8), 7–6(7–3), 6–1, 6–4           |
| 1988                  | Ken Flach Robert Seguso                | John Fitzgerald Anders Järryd                                    | 6–4, 2–6, 6–4, 7–6(7–3)                     |
| 1989                  | John Fitzgerald Anders Järryd          | Rick Leach Jim Pugh                                              | 3–6, 7–6(7–4), 6–4, 7–6(7–4)                |
| 1990                  | Rick Leach Jim Pugh                    | Pieter Aldrich Danie Visser                                      | 7–6(7–5), 7–6(7–4), 7–6(7–5)                |
| 1991                  | John Fitzgerald Anders Järryd          | Javier Frana Leonardo Lavalle                                    | 6–3, 6–4, 6–7(7–9), 6–1                     |
| 1992                  | John McEnroe Michael Stich             | Jim Grabb Richey Reneberg                                        | 5–7, 7–6(7–5), 3–6, 7–6(7–5), 19–17         |
| 1993                  | Todd Woodbridge Mark Woodforde         | Grant Connell Patrick Galbraith                                  | 7–5, 6–3, 7–6(7–4)                          |
| 1994                  | Todd Woodbridge Mark Woodforde         | Grant Connell Patrick Galbraith                                  | 7–6(7–3), 6–3, 6–1                          |
| 1995                  | Todd Woodbridge Mark Woodforde         | Rick Leach Scott Melville                                        | 7–5, 7–6(10–8), 7–6(7–5)                    |
| 1996                  | Todd Woodbridge Mark Woodforde         | Byron Black Grant Connell                                        | 4–6, 6–1, 6–3, 6–2                          |
| 1997                  | Todd Woodbridge Mark Woodforde         | Jacco Eltingh Paul Haarhuis                                      | 7–6(7–4), 7–6(9–7), 5–7, 6–3                |
| 1998                  | Jacco Eltingh Paul Haarhuis            | Todd Woodbridge Mark Woodforde                                   | 2–6, 6–4, 7–6(7–3), 5–7, 10–8               |
| 1999                  | Mahesh Bhupathi Leander Paes           | Paul Haarhuis Jared Palmer                                       | 6–7(10–12), 6–3, 6–4, 7–6(7–4)              |
| 2000                  | Todd Woodbridge Mark Woodforde         | Paul Haarhuis Sandon Stolle                                      | 6–3, 6–4, 6–1                               |
| 2001                  | Donald Johnson Jared Palmer            | Jiří Novák David Rikl                                            | 6–4, 4–6, 6–3, 7–6(8–6)                     |
| 2002                  | Jonas Björkman Todd Woodbridge         | Mark Knowles Daniel Nestor                                       | 6–1, 6–2, 6–7(7–9), 7–5                     |
| 2003                  | Jonas Björkman Todd Woodbridge         | Mahesh Bhupathi Max Mirnyi                                       | 3–6, 6–3, 7–6(7–4), 6–3                     |
| 2004                  | Jonas Björkman Todd Woodbridge         | Julian Knowle Nenad Zimonjić                                     | 6–1, 6–4, 4–6, 6–4                          |
| 2005                  | Stephen Huss Wesley Moodie             | Bob Bryan Mike Bryan                                             | 7–6(7–4), 6–3, 6–7(2–7), 6–3                |
| 2006                  | Bob Bryan Mike Bryan                   | Fabrice Santoro Nenad Zimonjić                                   | 6–3, 4–6, 6–4, 6–2                          |
| 2007                  | Arnaud Clément Michaël Llodra          | Bob Bryan Mike Bryan                                             | 6–7(5–7), 6–3, 6–4, 6–4                     |
| 2008                  | Daniel Nestor Nenad Zimonjić           | Jonas Björkman Kevin Ullyett                                     | 7–6(14–12), 6-7(3-7), 6–3, 6–3              |
| 2009                  | Daniel Nestor Nenad Zimonjić           | Bob Bryan Mike Bryan                                             | 7–6(9–7), 6–7(3–7), 7–6(7–3), 6–3           |
| 2010                  | Jürgen Melzer Philipp Petzschner       | Robert Lindstedt Horia Tecău                                     | 6–1, 7–5, 7–5                               |
| 2011                  | Bob Bryan Mike Bryan                   | Robert Lindstedt Horia Tecău                                     | 6–3, 6–4, 7–6(7–2)                          |
| 2012                  | Jonathan Marray Frederik Nielsen       | Robert Lindstedt Horia Tecău                                     | 4–6, 6–4, 7–6(7–5), 6–7(5–7), 6–3           |
| 2013                  | Bob Bryan Mike Bryan                   | Ivan Dodig Marcelo Melo                                          | 3–6, 6–3, 6-4, 6-4                          |
| 2014                  | Vasek Pospisil Jack Sock               | Bob Bryan Mike Bryan                                             | 7–6(7–5), 6–7(3–7), 6–4, 3–6, 7–5           |
| 2015                  | Jean-Julien Rojer Horia Tecău          | Jamie Murray John Peers                                          | 7–6(7–5), 6–4, 6–4                          |
| 2016                  | Pierre-Hugues Herbert Nicolas Mahut    | Julien Benneteau Édouard Roger-Vasselin                          | 6–4, 7–6(7–1), 6–3                          |
| 2017                  | Łukasz Kubot Marcelo Melo              | Oliver Marach Mate Pavić                                         | 5-7, 7-5, 7-6(7-2), 3-6, 13-11              |
| 2018                  | Mike Bryan Jack Sock                   | Raven Klaasen Michael Venus                                      | 6–3, 6–7(7–9), 6–3, 5–7, 7–5                |
| 2019                  | Juan Sebastián Cabal Robert Farah      | Nicolas Mahut Édouard Roger-Vasselin                             | 6–7(5–7), 7–6(7–5), 7–6(8–6), 6–7(5–7), 6–3 |
| 2020                  | Bị hủy do Đại dịch COVID-19            | Bị hủy do Đại dịch COVID-19                                      | Bị hủy do Đại dịch COVID-19                 |
|                       |                                        |                                                                  |                                             |
|                       |                                        |                                                                  |                                             |